# Mighty Morphin Power Rangers (Mega-CD)
 (octobre 2019).
Si vous disposez d'ouvrages ou d'articles de référence ou si vous connaissez des sites web de qualité traitant du thème abordé ici, merci de compléter l'article en donnant les références utiles à sa vérifiabilité et en les liant à la section « Notes et références ».
Mighty Morphin Power Rangers est un jeu vidéo de type film interactif sorti en 1995 sur Mega-CD. Le jeu a été édité par Sega.

## Système de jeu
Le jeu est un beat'em up assez classique, le but de chaque niveau étant d'incarner le Power Rangers de son choix et de traverser une zone en battant les ennemis (ou simplement en évitant leurs attaques). À la fin de chaque niveau, le joueur incarne le Mégazord et affronte un boss possédant un panel d'attaques inédites. Certains niveaux se distinguent en proposant des phases de plateformes plutôt corsées.